# Gozd (gmina Tržič)
Gozd – wieś w Słowenii, w gminie Tržič. W 2018 roku liczyła 30 mieszkańców.